# Full Metal Panic! The Second Raid
Full Metal Panic! The Second Raid (フルメタル パニック！ The Second Raid) est une série télévisée d'animation japonaise en 13 épisodes de 25 minutes, créée par le  studio Kyoto Animation d'après la série de romans éponyme de Shōji Gatō et diffusée du 13 juillet au 19 octobre 2005 sur WOWOW. En 2014, Dybex licencie cet arc auparavant inédit en France contrairement aux 2 premières saisons.

## Synopsis
Nous sommes six mois après la fin de Full Metal Panic!. Sôsuke est toujours en mission auprès de Kaname. Cependant, une organisation secrète du nom d'Amalgame fait son apparition, obligeant Mithril à veiller sur tous les fronts...
La suite de Full Metal Panic! et Full Metal Panic? Fumoffu est, d'après les fans, digne des séries précédentes. Là où la série originale faisait la part belle à l'action, et la seconde série à l'humour, celle-ci renoue avec les origines de Full Metal Panic!.

## Voix japonaises
- Tomokazu Seki : Sôsuke Sagara
- Satsuki Yukino : Kaname Chidori
- Akio Ōtsuka :  Andrei Kalinin
- Daisuke Namikawa : Leonard Testarossa
- Emi Shinohara : Xia Yu Fan
- Hōchū Ōtsuka : Gates
- Ikue Kimura : Kyouko Tokiwa
- Mamiko Noto : Shinji Kazama
- Masahiko Tanaka : Gauron
- Michiko Neya : Melissa Mao
- Miyuki Sawashiro : Xia Yu Lan
- Rikiya Koyama : Belfangan Grouseaux
- Shinichiro Miki : Kurz Weber
- Tomomichi Nishimura :  Richard Mardukas
- Yukana : Teletha "Tessa" Testarossa
- Hozumi Gōda : Vincent Blueno
- Sayaka Ōhara : Wraith
- Yukari Tamura : as AI de Kurz

## Épisodes
| No  | Titre français                                                | Titre japonais                                    | Titre japonais                                        | Date de 1re diffusion |
| No  | Titre français                                                | Kanji                                             | Rōmaji                                                | Date de 1re diffusion |
| --- | ------------------------------------------------------------- | ------------------------------------------------- | ----------------------------------------------------- | --------------------- |
| 00  | 'Full Metal Panic! TSR pre-festival: night of the light novel | フルメタル・パニック！TSR前夜祭～ライトノベルの夜 | Furumetaru Panikku! TSR Zenyasai Raito Noberu no Yoru | 6 juillet 2005        |
| 01  | La fin des jours                                              | 終わる日々                                        | Owaru Hibi                                            | 13 juillet 2005       |
| 02  | Ce qui se cache sous la surface de l'eau                      | 水面下の状景                                      | Suimen Ka no Jou Kei                                  | 20 juillet 2005       |
| 03  | Le labyrinthe et le dragon                                    | 迷宮と竜                                          | Meikyuu to Ryuu                                       | 27 juillet 2005       |
| 04  | La lumière du jour                                            | デイライト                                        | Deiraito                                              | 3 août 2005           |
| 05  | Magnifique Sicile                                             | うるわしきシチリア                                | Uruwashiki Shichiria                                  | 10 août 2005          |
| 06  | Aux portes du Paradis                                         | エッジ・オブ・ヘヴン                              | Ejji Obu Hevun                                        | 17 août 2005          |
| 07  | Abandonnée                                                    | とりのこされて                                    | Torinokosa re te                                      | 24 août 2005          |
| 08  | Le rythme de la jungle                                        | ジャングル・グルーブ                              | Janguru Guru-bu                                       | 14 septembre 2005     |
| 09  | Son problème à elle                                           | 彼女の問題                                        | Kanojo no Mondai                                      | 21 septembre 2005     |
| 10  | Deux à Hong Kong                                              | ふたつの香港                                      | Futatsu no Honkon                                     | 28 septembre 2005     |
| 11  | Son problème à lui                                            | 彼の問題                                          | Kare no Mondai                                        | 5 octobre 2005        |
| 12  | Hong Kong en flamme                                           | 燃える香港                                        | Moeru Honkon                                          | 12 octobre 2005       |
| 13  | Les jours reprennent                                          | つづく日々                                        | Tsuduku Hibi                                          | 19 octobre 2005       |
| OAV | 'The Battlegroup Commander's Sort of Boring Day               | わりとヒマな戦隊長の一日                          | Wari to Hima na Sentai Chou no Ichi Nichi             | 26 mai 2006           |